# 正覚
正覚（しょうがく）とは、仏教用語で、さとり、仏のさとり、正しいさとりのことを指す。また、宇宙の大真理をさとること。真理をさとった人、仏、如来を意味する場合もある。

## 原語・原義
漢訳で正覚とされるサンスクリット語やパーリ語の原語は一定ではない。
『広説佛教語大辞典』は、正覚と訳された語を仏典から12個挙げている。
正覚と漢訳されるサンスクリット語のうち、梵: abhisaṃ-bodhiや、梵: abhisaṃ-buddhaは、現前した菩提・仏といった意味あいであり、新訳では現正覚（げんしょうがく）や現等正覚（げんとうしょうがく）など、「現」を付して訳されることが多いとみられる。

### 三藐三菩提
正覚を含む漢訳語のうち、無上正覚（むじょう-しょうがく）、（無上）正等正覚（むじょう-しょうとうしょうがく）、（無上）正等覚（むじょう-しょうとうがく）、（無上）等正覚（むじょう-とうしょうがく）、無上菩提（むじょう-ぼだい）、無上正等菩提（むじょうしょうとうぼだい）など「無上」を付して訳されるものは、（阿耨多羅）三藐三菩提と同じ原語であることが多い。
（阿耨多羅）三藐三菩提（あのくたら-さんみゃくさんぼだい）（梵: (anuttarāṃ-)samyak-sambodhiṃ）のサンスクリット原義は「（最も優れた-）正しい-知識」、「（最も勝った-）完全な-理解」といった意味だが、漢訳では等正覚・正等正覚・正等覚と同義であり、意味は、生死の迷いを去って、いっさいの真理を正しく平等に悟ることや、仏の悟り、仏の完全な悟り。
阿耨多羅三藐三菩提は大乗仏教で用いられるが、部派仏典にも現れる。

## 初期仏教
初期仏教では主に、釈迦が菩提樹下で成就した、四諦・八正道・縁起などの理法に対する悟りを指す。

## 大乗仏教
大乗仏教では、諸仏が等しく成就する無上・普遍の悟りのこと。経典や宗派によって解釈は異なるが、概ね、無相の真如や諸法の実相などの体悟を内容とする。